# Jacob de la Rose
Jacob de la Rose (* 20. Mai 1995 in Arvika) ist ein schwedischer Eishockeyspieler, der seit März 2022 bei Fribourg-Gottéron aus der Schweizer National League unter Vertrag steht und dort auf der Position des linken Flügelstürmers spielt. Zuvor verbrachte er sieben Jahre in der National Hockey League und war in dieser Zeit für die Canadiens de Montréal, Detroit Red Wings und St. Louis Blues aktiv. Mit der schwedischen Nationalmannschaft gewann er die Goldmedaille bei der Weltmeisterschaft 2018. Sein älterer Bruder Erik ist ebenfalls professioneller Eishockeyspieler.

## Karriere
Jacob de la Rose begann seine Karriere als Eishockeyspieler in seiner Heimatstadt Arvika, bevor er in die Jugendmannschaft des Nor IK aus der viertklassigen Division 2 wechselte. 2009 erhielt er einen Platz in der Nachwuchsabteilung des Färjestad BK, wo er allerdings nur insgesamt 13 Spiele absolvierte. In der folgenden Saison wechselte er zum Leksands IF und spielte in der Saison 2010/11 hauptsächlich für die U18-Mannschaft des Vereins. Gleichzeitig gab er sein Debüt für Leksand in der J20 SuperElit, der höchsten Juniorenliga Schwedens.
In der folgenden Saison spielte de la Rose als 16-Jähriger parallel für die U20-Mannschaft und die Profimannschaft Leksands in der HockeyAllsvenskan. Dort erzielte er in seiner Debütsaison 2011/12 zwei Tore in 14 Spielen. In der folgenden Saison konnte er sich dauerhaft im Kader der Herren-Mannschaft etablieren und erzielte in 38 Spielen zwölf Punkte, der höchste Werte eines U18-Spielers in der Liga. Nachdem Leksand bereits im Vorjahr in der Kvalserien gescheitert war, gelang dem Verein schließlich als Meister der Allsvenskan der Aufstieg in die erstklassige Svenska Hockeyligan.
Im NHL Entry Draft 2013 wurde Jacob de la Rose in der zweiten Runde an insgesamt 34. Position von den Canadiens de Montréal ausgewählt. Gleichzeitig sicherten sich die Windsor Spitfires im CHL Import Draft seine Transferrechte für die kanadischen Juniorenligen, indem sie ihn in der ersten Runde als elften Spieler zogen. Der Schwede verblieb allerdings in Leksand und erreichte in der SHL-Saison 2013/14 13 Scorerpunkte in 49 Einsätzen.
Im April 2014 unterzeichnete der Schwede seinen ersten Vertrag bei den Canadiens und begann die Saison 2014/15 bei deren damaligen Farmteam, den Hamilton Bulldogs, in der American Hockey League (AHL). Im Februar 2015 wurde er dann erstmals in das NHL-Aufgebot der Canadiens berufen und kam somit zu seinem Debüt in der National Hockey League. Mit Beginn der Spielzeit 2017/18 etablierte sich der Schwede im Kader Montréals. Als er jedoch im Oktober 2018 über den Waiver zurück in die AHL geschickt werden sollte, verpflichteten ihn die Detroit Red Wings, sodass er Montréal nach über vier Jahren verließ. In Detroit verbrachte der Angreifer etwas mehr als ein Jahr, bevor er im November 2019 im Tausch für Robby Fabbri zu den St. Louis Blues transferiert wurde. Im Juni 2021 kehrte de la Rose zu seinem Ausbildungsverein Färjestad BK zurück, sodass er die NHL nach sieben Jahren und über 200 Einsätzen verließ. Mit Färjestad gewann er im Frühjahr 2022 die Schwedische Meisterschaft. Auf die Saison 2022/23 wechselte er in die Schweiz zu Fribourg-Gottéron.

### International
Jacob de la Rose stand erstmals beim Ivan Hlinka Memorial Tournament 2011 und der U18-Junioren-Weltmeisterschaft 2012 im Aufgebot der schwedischen U18-Nationalmannschaft und gewann mit dieser bei beiden Turnieren die Silbermedaille. Im selben Jahr nahm er auch an der World U-17 Hockey Challenge 2012 teil, wo er mit fünf Punkten Schweden zum Erreichen des vierten Platzes verhalf. Beim Ivan Hlinka Memorial Tournament 2012 gewann er mit Schweden die Bronzemedaille.
Bei der U18-Junioren-Weltmeisterschaft 2013 wurde de la Rose zum Kapitän der schwedischen Auswahl ernannt, erreichte aber nach einer Viertelfinal-Niederlage gegen die USA nur den fünften Platz. Gleichzeitig sammelte er 29 Strafminuten, die meisten des Turniers. Bei den U20-Junioren-Weltmeisterschaften 2013 und 2014 gewann er mit Schweden jeweils die Silbermedaille. Während er das Turnier 2013 noch ohne Scorerpunkt abgeschlossen hatte, erzielte de la Rose im folgenden Jahr sechs Punkte in sieben Spielen. Bei der  U20-Weltmeisterschaft 2015 war er Kapitän der schwedischen Junioren-Nationalmannschaft und belegte mit dieser den vierten Platz, wobei er in sieben Spielen vier Scorerpunkte sammelte.
Für die A-Nationalmannschaft debütierte de la Rose im Rahmen der Weltmeisterschaft 2018 und gewann dort mit dem Team prompt die Goldmedaille. Des Weiteren stand der Stürmer im Aufgebot bei den Olympischen Winterspielen 2022 in der chinesischen Hauptstadt Peking, die die Tre Kronor auf dem vierten Rang abschloss.

## Erfolge und Auszeichnungen
- 2013 Aufstieg in die Svenska Hockeyligan mit Leksands IF
- 2022 Schwedischer Meister mit Färjestad BK
- 2024 Spengler-Cup-Gewinn mit Fribourg-Gottéron
- 2024 Spengler Cup All-Star-Team

### International
| - 2011 Silbermedaille beim Ivan Hlinka Memorial Tournament - 2012 Silbermedaille bei der U18-Junioren-Weltmeisterschaft - 2012 Bronzemedaille beim Ivan Hlinka Memorial Tournament | - 2013 Silbermedaille bei der U20-Junioren-Weltmeisterschaft - 2014 Silbermedaille bei der U20-Junioren-Weltmeisterschaft - 2018 Goldmedaille bei der Weltmeisterschaft |

## Karrierestatistik
Stand: Ende der Saison 2024/25

### International
Vertrat Schweden bei:
| - Ivan Hlinka Memorial Tournament 2011 - World U-17 Hockey Challenge 2012 - U18-Junioren-Weltmeisterschaft 2012 - Ivan Hlinka Memorial Tournament 2012 - U20-Junioren-Weltmeisterschaft 2013 - U18-Junioren-Weltmeisterschaft 2013 | - U20-Junioren-Weltmeisterschaft 2014 - U20-Junioren-Weltmeisterschaft 2015 - Weltmeisterschaft 2018 - Olympischen Winterspielen 2022 - Weltmeisterschaft 2023 |

(Legende zur Spielerstatistik: Sp oder GP = absolvierte Spiele; T oder G = erzielte Tore; V oder A = erzielte Assists; Pkt oder Pts = erzielte Scorerpunkte; SM oder PIM = erhaltene Strafminuten; +/− = Plus/Minus-Bilanz; PP = erzielte Überzahltore; SH = erzielte Unterzahltore; GW = erzielte Siegtore; 1 Play-downs/Relegation; Kursiv: Statistik nicht vollständig)